# Orage en montagne

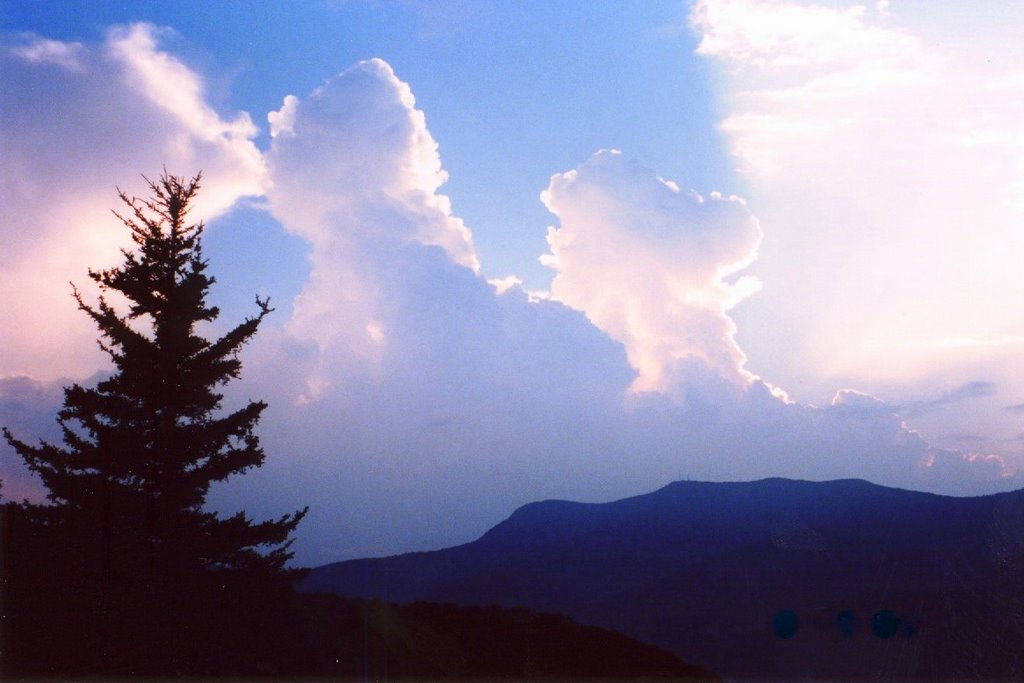
Cumulus bourgeonnants s'élevant au-dessus des Black Mountains (Caroline du Nord). Ces nuages sont précurseurs des cumulonimbus.

Les orages en montagne présentent des particularités telles qu'elles suscitent des risques importants de par leurs conséquences, notamment pour les alpinistes, les randonneurs et les parapentistes. Malgré la consultation des conditions météorologiques destinée à prévenir les accidents ainsi que les conseils dispensés à cet effet, il n'en reste pas moins que les catastrophes survenues à l'occasion de tels phénomènes demeurent souvent  imprévisibles et font l'objet de romans ou récits autobiographiques en littérature.

## Formation

Formation d'un dôme froid quand l'air en soulèvement est stable ou ne peut atteindre le sommet de l'obstacle. L'air est alors forcé au-dessus du dôme et entraîne la formation d'un courant-jet de bas niveau.

Les orages se forment quand l'air dans une couche de l'atmosphère est très instable. Une parcelle d'air soulevé à la base de cette couche est alors plus chaude que l'environnement et subit une poussée d'Archimède vers le haut. En s'élevant, sa température diminue par détente adiabatique et lorsque l'humidité relative de vapeur d'eau qu'elle contient arrive à saturation, il y a formation du nuage convectif. Pour former un orage il faut que cette couche soit très grande et que la température au sommet du nuage soit sous les −20 °C.
Les montagnes peuvent favoriser le déclenchement de la convection atmosphérique de trois façons :
- soulèvement direct au niveau de convection libre dans de l'air instable par soulèvement avec un vent synoptique qui arrive avec une composante perpendiculaire aux pentes. L'air est forcé de remonter la pente et entre en convection ;
- forçage thermique dans une situation instable où il y a une faible circulation générale mais un réchauffement diurne, les brises de montagne engendrent des vents anabatiques qui remontent aussi la pente.
- forçage dynamique lorsque l'air est stable à bas niveau, et que la circulation est bloquée par le relief, mais que l'air est instable à plus haute altitude. Dans ce cas l'air s'accumulant à la base de la montagne, la circulation générale est forcée au-dessus de cette couche de blocage et peut atteindre le niveau de la couche convective.

Dans un cas plus général, plusieurs effets peuvent être présents et si le vent synoptique est opposé au vent anabatique, une convergence supplémentaire se produit au sommet de la montagne. Il est également possible de créer une zone de convergence derrière la montagne lorsque le vent synoptique peut se diviser et faire le tour de celle-ci pour rencontrer à nouveau (ex. Zone de Convergence de Puget Sound) qui favorisera la convection.
Le soulèvement sert non seulement à déstabiliser l'air et former les nuages convectifs, mais il rehausse également son intensité. En effet, l'air soulevé venant du bas des pentes étant plus chaud et humide que l'air environnant, l'indice de soulèvement (lifted index en anglais ou LI) sera plus négatif ce qui augmente l'extension verticale du nuage. Une simple différence de température de 2 K suffit à aggraver considérablement la violence des orages.

## Phénomènes particuliers
Les orages en montagne présentent des particularités du fait de la proximité des nuages, de l'importance des champs électriques, de leur rapidité d'apparition, de leur dangerosité particulière. L'élévation soudaine par le vent d'une masse d'air peut changer radicalement les conditions initiales à l'intérieur de celles-ci.

### Conséquences immédiates
Les phénomènes observables donnent une idée des particularités des orages en montagne.
Les alpinistes sont les plus exposés par ces phénomènes qui touchent aussi les randonneurs, dans les parcours en crêtes et les passages aux cols.
En plus des phénomènes courants liés à l'orage, les champs électriques plus importants provoquent des signes avant-coureurs inattendus liés particulièrement à l'ionisation de l'air, l'attraction des fibres. Les alpinistes français disent alors qu'ils ont entendu « les abeilles » : soudain, sur toutes les surfaces, se créent de petites décharges bruyantes,. Ce sont les résultats de phénomènes électriques, déjà décrits dans d'autres situations, et connus sous la désignation de feu de Saint-Elme ou d'effet corona aussi appelé effet couronne.
Les alpinistes, très peu mobiles, se retrouvent pris au piège en cas d'orage. Les piolets métalliques  de leur équipement d'escalade peuvent se transformer en paratonnerre et attirer la foudre. Le foudroiement d'alpinistes représente un grand danger dans ces situations.

### Conséquences indirectes

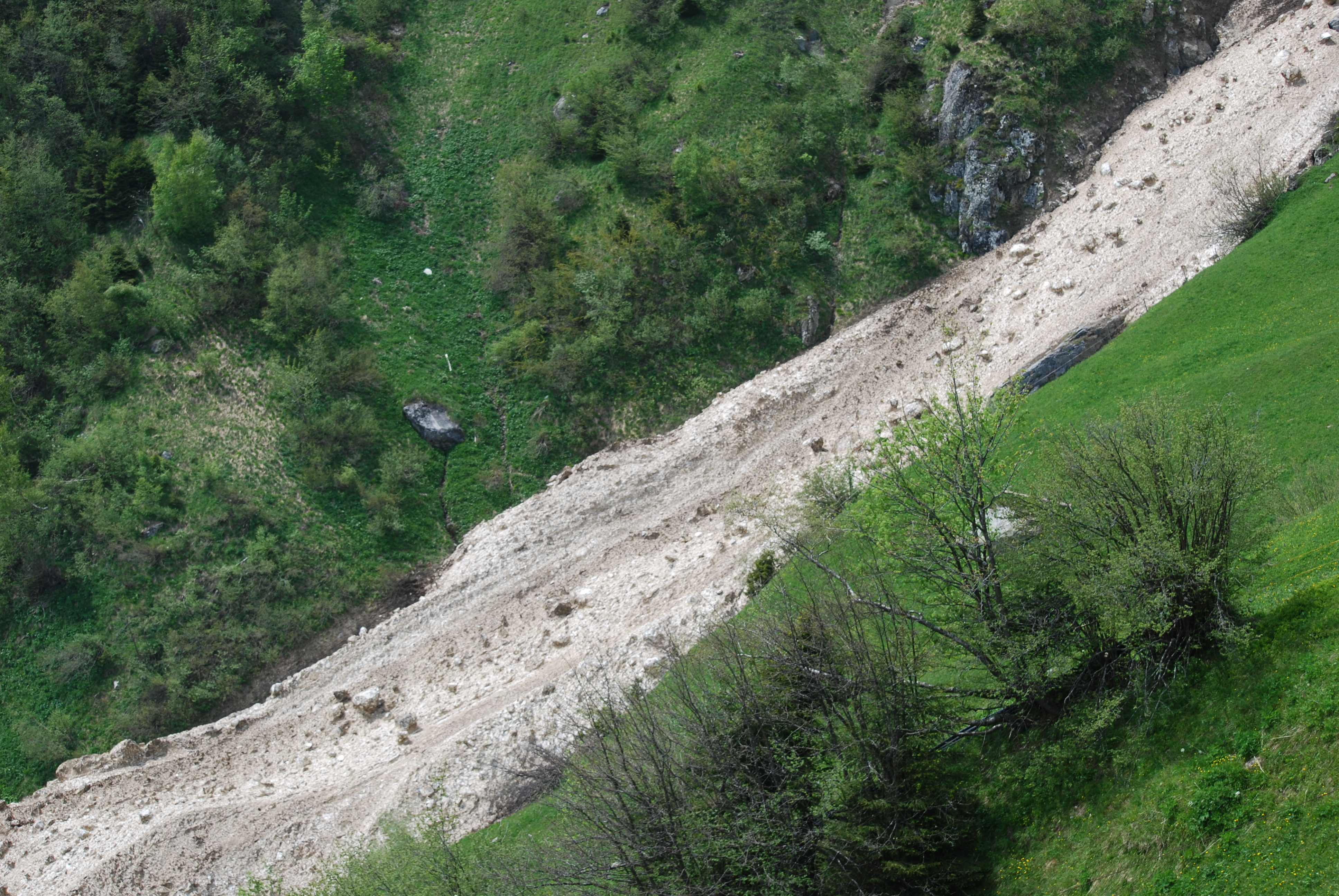
Lave torrentielle dans le canton d'Uri, en Suisse.

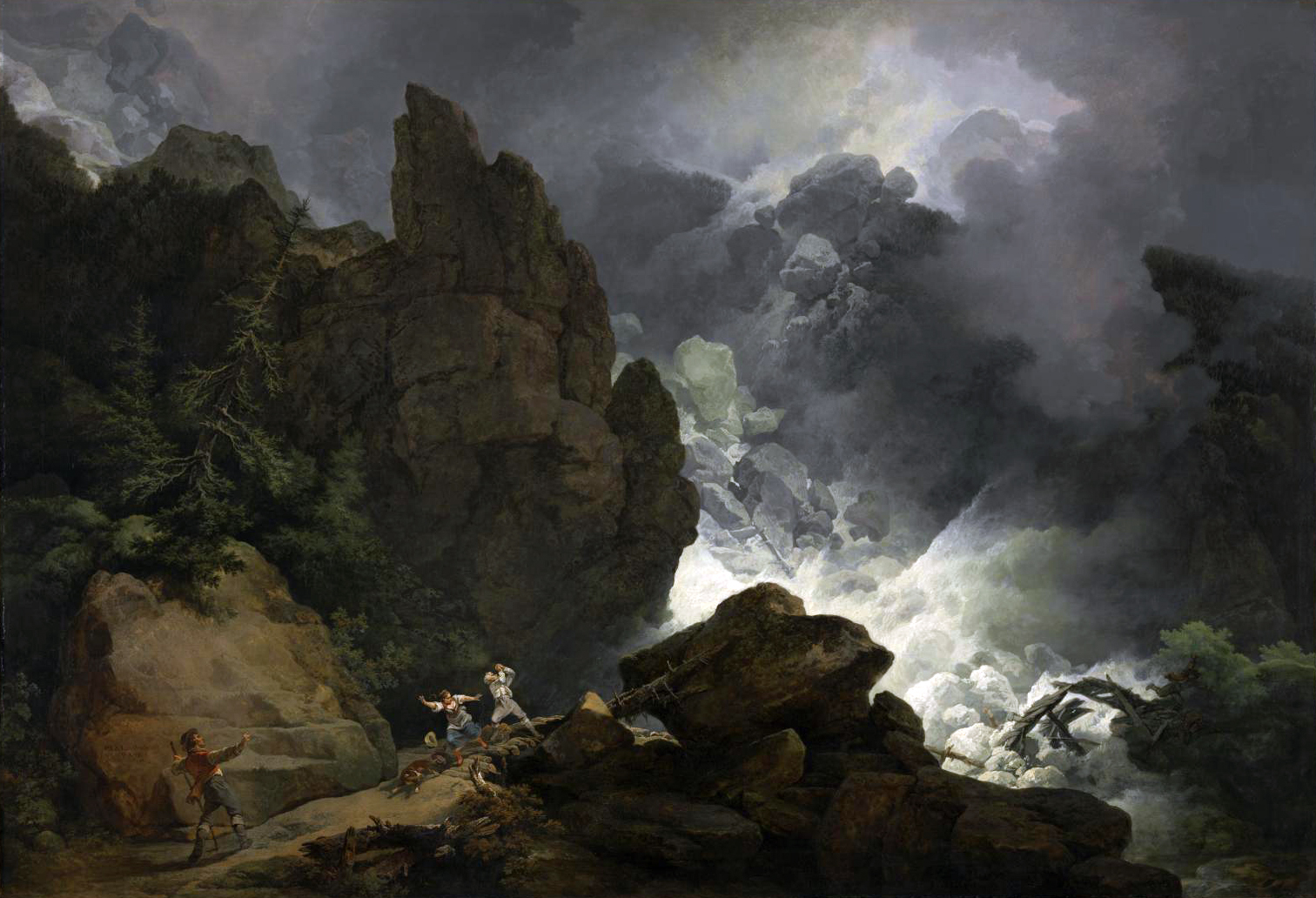
Tableau Avalanche dans les Alpes, peint en 1803 par Philippe-Jacques de Loutherbourg.

La force du tonnerre, de l'éclair, de la foudre, de la pluie, de la grêle, des rafales et tourbillons de vent peuvent provoquer des multitudes de situations dangereuses, tant les phénomènes naturels sont décuplés par l'altitude, déclenchant notamment :
- des laves torrentielles qui dévalent les pentes à des vitesses vertigineuses[9]
- des glissements de terrain[9],
- des avalanches[9].

## Prévention
La prévision météorologique constitue un outil primordial de prévention des accidents liés aux orages de montagne mais ne permet pas de les éviter totalement. Aussi de nombreux conseils sont prodigués en cas de survenue d'un orage en montagne.
Si les bulletins météo de la télévision s'avèrent peu utiles pour les pratiquants de la montagne, les sites des divers services nationaux de météorologie offrent des informations plus précises.
Ainsi, aux États-Unis, le National Weather Service offre des prévisions pour chaque point de son territoire, dont les secteurs montagneux. Le Service météorologique du Canada et le Met Office britannique proposent aussi des services semblables.
En France, les services départementaux de Météo France donnent également une information plus spécialisée. De même, la consultation des sites suivants s'avère particulièrement recommandée :
- Fondation montagne sûre[13] ;
- Observatoire français des tornades et des orages violents[14].

## Récits d'orages de montagne dans la littérature

### Roman
- Premier de cordée de Roger Frison-Roche : « Bientôt le Dru serait à l’épicentre du combat. Les feux follets crépitaient sans discontinuer sur la robe de la Vierge : on eût dit qu’un poste invisible émettait des messages avec l’espace; d’étranges bruits emplirent l’air; cela arrivait comme un bourdonnement aux oreilles des grimpeurs et en même temps il leur semblait qu’une invisible main tirait, tirait leur chevelure. Entends-tu, Georges ? Les abeilles… entends-tu, les abeilles bourdonnent ! Vite ! partons ! la foudre est sur nous. »

Adapté au cinéma en 1944 : film de Louis Daquin avec Maurice Baquet (Assistant-réalisateur : Jean Paillière) puis à la télévision en 1999 : téléfilm réalisé par Pierre-Antoine Hiroz et Édouard Niermans, il présentera au grand public le spectacle de la montagne ainsi que le vécu des guides de haute montagne dans ces situations extrêmes.

### Autobiographies

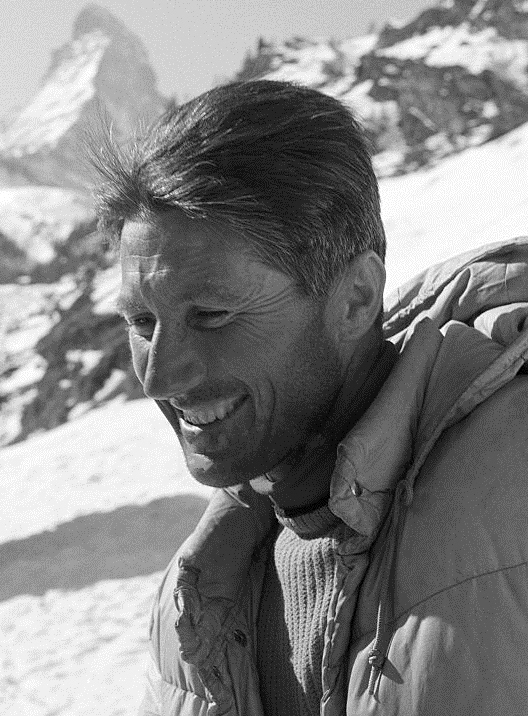
Walter Bonatti en 1965

- Les Conquérants de l'inutile de Lionel Terray : surpris en pleine ascension du mont Maudit, l'auteur écrit « Au début de l’après-midi, alors que nous approchions du sommet, l’orage fondit sur nous, des aigrettes d’étincelles se formaient au-dessus des pompons de nos bonnets et j’éprouvai à nouveau la peur panique que provoquent en moi ces déchaînements de la nature. »
- le célèbre alpiniste britannique Chris Bonington[15] affirme : « J’ai souvent bivouaqué pour attendre le beau temps, passé des nuits dans la tempête… Dans un orage, il n’y a rien d’autre à faire que s’asseoir, attendre que ça passe, la trouille au ventre… ».
- Montagne pour un homme nu[16] de Pierre Mazeaud : cet ouvrage rapporte la tragédie du pilier du Frêney au mont Blanc du 11 juillet 1961 (où sept alpinistes furent surpris par une violente tempête sur le pilier du Frêney, tout près du sommet du mont Blanc. Cent dix heures plus tard, l'hélicoptère débarquait trois survivants à Courmayeur ; parmi eux Walter Bonatti[17] et Pierre Mazeaud[18].) Ce dernier raconte : « Assis sur mes étriers, je pitonne, quand j’entends à la frappe une sonnerie ressemblant quelque peu au téléphone. Mes compagnons, quarante mètres en-dessous, dressent l’oreille. Bientôt, je sens des douleurs dans mes doigts, des flammèches courent sur mon marteau. Les mousquetons que j’ai en bandoulière me collent aux doigts (…) Un pendule me pose près de Pierrot, quand un éclair d’une étonnante lueur le frappe au visage, exactement à l’oreille où son appareil auditif se noircit. Il tombe dans mes bras, hagard, écœuré, sans réaction… ». Pierre Kohlmann[19] ne sera pas tué sur le coup mais le choc semble lui avoir fait perdre la raison. Durant les plusieurs jours que durera le calvaire de la descente, il ne dira plus un mot… Il finira par s’effondrer à quelques mètres du salut, dernière victime d’un terrible orage qui tua quatre alpinistes[20].